# Carolina del Príncipe
Carolina del Príncipe es un municipio de Colombia, localizado en la subregión Norte del departamento de Antioquia. Limita por el norte con los municipios de Angostura y Guadalupe, por el este con el municipio de Gómez Plata, y por el oeste con los municipios de Santa Rosa de Osos y Angostura. Su cabecera dista 102 kilómetros de la ciudad de Medellín, capital de Antioquia.

## Toponimia
Recibe su nombre en honor al príncipe Carlos, Hijo de Carlos III entonces heredero de la Corona de España.

## Generalidades
- Fundación: 1787
- Erección del municipio: 1814
- Fundador: Pedro Rodríguez de Zea
- Apelativo: Jardín Colonial de América.

Está comunicado por carretera con los municipios de Angostura, Guadalupe, Gómez Plata y Santa Rosa de Osos.

## División Político-Administrativa
Aparte de su Cabecera municipal. Carolina del Príncipe cuenta con seis veredas: 
Claritas, La Camelia, La Granja, La Herradura, La Vega, Tenche-Miraflores.

## Historia
Fundado el 1 de enero de 1787, los territorios de Carolina del Príncipe estuvieron poblados antes de la llegada de los conquistadores españoles por la etnia indígena de los nutabes, que se extendían entre los circundantes río Porce y río Cauca.
Descubiertos en la región los Valles de los Osos y Cuivá por el capitán español Francisco Vallejo, compañero de Jorge Robledo, desde mediados del siglo XVII, los capitanes Pedro Martín de Mora, Felipe de Herrera, Pedro Gutiérrez Colmenero, Juan Jaramillo Andrade y otros, recorrieron el territorio que hoy forma parte del municipio de Carolina del Príncipe, donde descubrieron ricos yacimientos de oro.
En 1785 el gobernador de la provincia comisionó a sus funcionarios para fundar 4 poblados en estos territorios. Bajo esta medida el Oidor Juan Antonio Mon y Velarde ordenó la fundación de las poblaciones de San Luis de Góngora (Yarumal), San Antonio del Infante (Donmatías) y Carolina del Príncipe en 1788.
Muchos colonos llegaron entonces a estas regiones en busca de los ricos yacimientos auríferos, procedentes de Marinilla, Rionegro, San Pedro de los Milagros, Medellín y Santa Rosa de Osos. Específicamente a Carolina del Príncipe se le dio este en honor al Príncipe Carlos, hijo de Carlos III de España, y heredero del trono de España.
En 1801 fue creada la parroquia en el lugar de manos del obispo payanés Velarde y Bustamante y se nombró como primer párroco al presbítero Casimiro Tamayo. Desde ese entonces se empezó a conservar aquí la devoción a la Inmaculada Concepción, a través de la Virgen Conchita de Carolina.
En 1814 Carolina del Príncipe es elevado a la categoría de municipio.
Cuando finalizaba el siglo XVIII y se agotaban los recursos auríferos de la región, muchos mineros partieron a otras regiones y los que quedaron se dedicaron a la agricultura y al transporte de productos agrícolas y mercancías por los diferentes caminos y trochas de Antioquia. Es entonces cuando se reemplaza la minería por el ganado mular y vacuno. Nace también la actividad del transporte, naciendo así la arriería. Esta fue considerada como la principal actividad económica de los carolinitas hasta aproximadamente la década de 1950.
Posteriormente, con la industrialización, la arriería dejó de ser una actividad lucrativa no sólo para este distrito sino para los antioqueños en general. Acabado este renglón, los habitantes de la región se dedicaron de lleno a la explotación agropecuaria y especialmente a la lechería. A partir de 1927 la región inicia el desarrollo de sus recursos hídricos con la construcción gradual de embalses hidroeléctricos entre 1927 y 1985.
El municipio es conocido en Antioquia por ser el lugar de nacimiento del cantante Juanes, habiendo erigido una estatua suya en el parque principal en 2007. Además se celebra en el mes de octubre el  "Festival de los balcones" donde los habitantes del pueblo decoran y adornan estos, premiándose el mejor cada año. Posee además un gran potencial ecoturistíco gracias a su riqueza natural y los embalses hidroeléctricos de Troneras y Miraflores, que lo han convertido en destino de caminantes y ecoturistas aventureros.

## Demografía
Población Total: 3 954 hab. (2018)
- Población Urbana: 2 929
- Población Rural: 1 025

Alfabetismo: 90.0% (2005)
- Zona urbana: 90.8%
- Zona rural: 87.0%

### Etnografía
Según las cifras presentadas por el DANE del censo 2005, la composición etnográfica del municipio es:
- Mestizos & Blancos (99,4%)
- Afrocolombianos (0,6%)

## Economía
- Turismo patrimonial y ecológico
- Agricultura: frutales, maíz, fríjol, y en especial tomate en invernadero

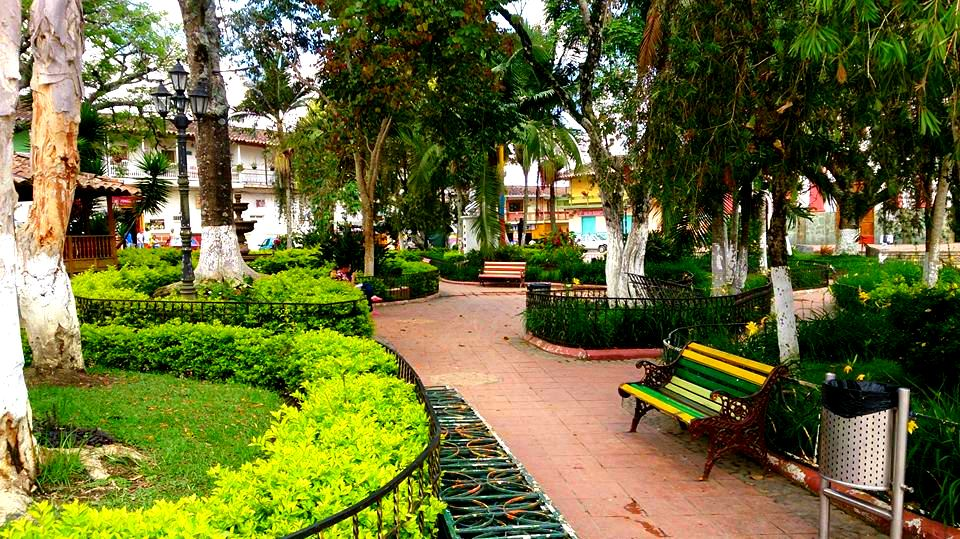
Parque de Carolina del Príncipe

- Ganadería: de leche y porcina
- Maderas
- Comercio muy activo
- Generación de Energía Eléctrica

## Fiestas
- Festival de los Balcones el último sábado de octubre. Anteriormente se celebraba el segundo puente de noviembre. Fiesta emblemática del municipio.

- Fiestas de San Rafael, en octubre

- Festival Nacional de danzas, en agosto

- Exhibición equina en junio

- Fiestas de la Conchita, 8 de diciembre.

## Sitios de interés
- Iglesia de la Inmaculada Concepción, declarada santuario mariano

- Arquitectura Colonial: Fachadas y balcones muy antiguos y de hermosos colores, muy bien conservadas, y en sus balcones cuelgan varios tipos de flores.

- Embalse hidroeléctrico Miraflores con lugares aptos para pescar y practicar deportes náuticos
- Embalse hidroeléctrico Troneras, del Río Guadalupe
- La Vega, posee charcos, cavernas, además de lindos paisajes, y lugares para hacer asados
- Granja Integral La Colonia, dedicada a la cría de ganado, conejos, cabras, cerdos y truchas
- Anillo Vial La Granja de la Vega, centro lechero de la región
- Cementerio, réplica de la Plaza de San Pedro en Roma.
- Charco El Zacatín

## Personas destacadas
- Juanes: Reconocido cantante de música pop latino y rock en español. Ganador de varios Grammy Latinos.
- Héctor Ochoa Cárdenas: compositor de música colombiana.